# James Risen

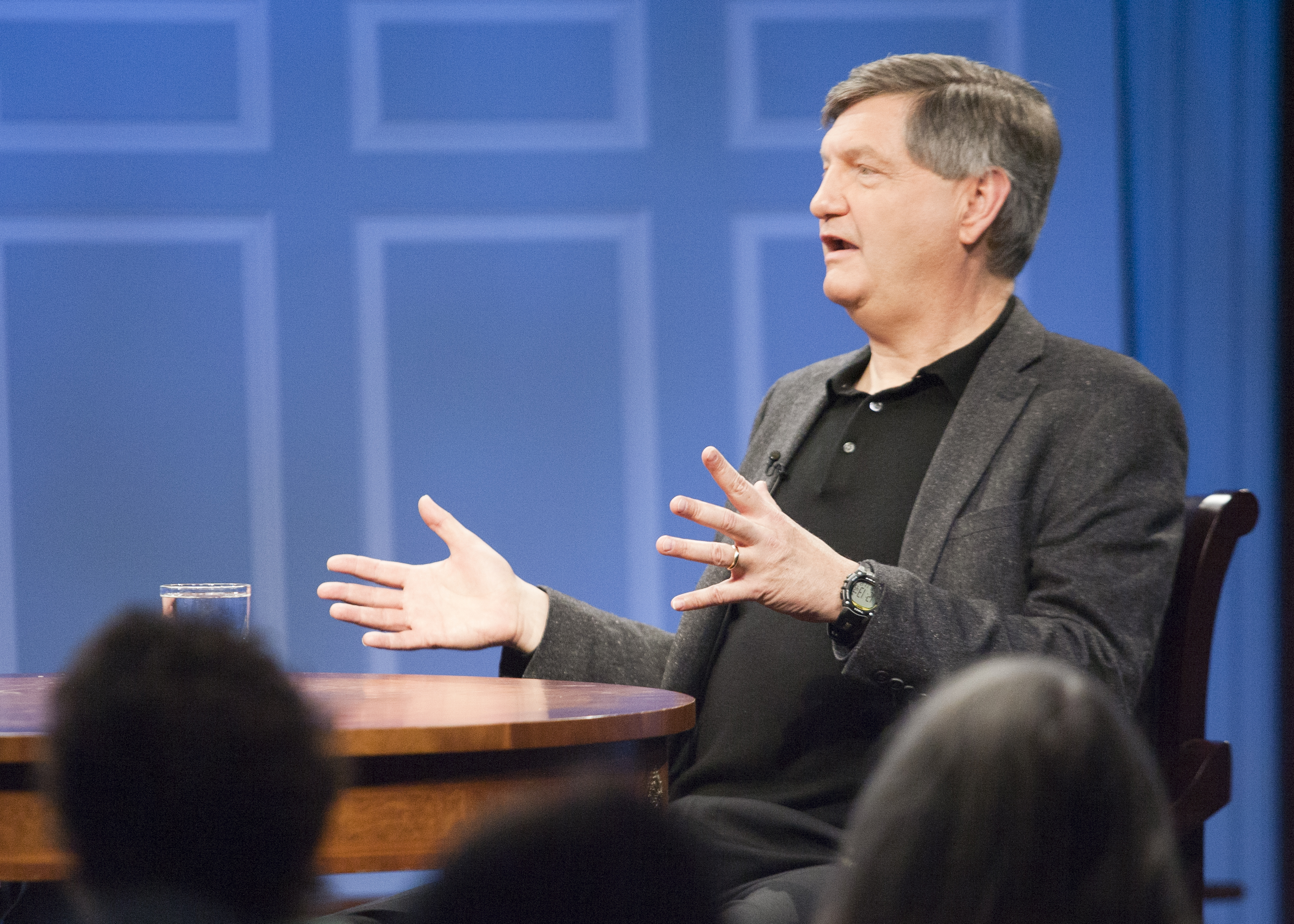
James Risen (2014)

James E. Risen (* 27. April 1955) ist ein US-amerikanischer Journalist, dessen Berichterstattung hauptsächlich von Themen der nationalen Sicherheit handelt. Seit 2017 arbeitet er für The Intercept von Washington, D.C. aus.
Risen ist Autor vieler Bücher, zwei davon über den US-Auslandsgeheimdienst Central Intelligence Agency. Er ist zweifacher Pulitzerpreisträger. 2002 gehörte er dem Journalistenteam an, das mit dem Pulitzer-Preis für die Hintergrundberichterstattung zum 11. September 2001 geehrt wurde. 2004 berichtete er als erster Reporter über das „Waterboarding“, eine Ertränkungsfolter bis zur Besinnungslosigkeit, die die CIA ausübte. Mit seinem Kollegen Eric Lichtblau zusammen deckte er bereits 2004 die umfassende NSA-Überwachungsprogramme gegen die eigenen Bürger auf; für seine Berichterstattung wurde er mit dem zweiten Pulitzer-Preis ausgezeichnet. Von 2008 bis 2015 dauerte ein Rechtsstreit, in dem das Gericht ihn zwingen sollte, eine Quelle preiszugeben.

## Leben
James Risen wuchs in Bethesda, Maryland auf, schloss die Brown University 1977 mit einem Bachelor in Geschichte und 1978 die Medill School of Journalism an der Northwestern University mit einem Master ab.
Er lebt in Maryland, ist verheiratet und hat drei Kinder.

## Journalistische Tätigkeiten
Als Angestellter der Detroit Free Press zwischen 1981 und 1984 deckte er Themen um die örtliche Automobilindustrie und den Arbeitsmarkt allgemein ab. Darauf arbeitete er seit 1984 für die Los Angeles Times und war dort u. a. leitender Korrespondent für Ökonomie, Leiter des Büros in Detroit (1984–1990) und in Washington, D.C. (1990–1995), bevor er 1998 zur New York Times wechselte; dort schreibt er über Innenpolitik, insbesondere Innere Sicherheit und Nachrichtendienste der Vereinigten Staaten.

### State of War
Das Buch „State of War: The Secret History of the CIA and the Bush Administration“ (2006) beinhaltet weitreichende Informationen über die Operation MERLIN (2000), in der gefälschte Schlüssel-Informationen für den Bau von Kernwaffen durch die Central Intelligence Agency (CIA) an den Iran geleitet wurden. Diese konnten schnell enttarnt und eventuell korrigiert werden, so dass die USA unabsichtlich wohl möglich dem Atomprogramm elementare Unterstützung zukommen ließ. Risen erhielt die Details durch den ehemaligen CIA-Angestellten Jeffrey Alexander Sterling, allerdings wurde die Kommunikation abgehört und Sterling wegen seines Leaks angeklagt und Risen selbst in der Folge vollständig überwacht.

### NSA vor Snowden
Risen deckte die NSA-Überwachungsprogramme im Inland vor den Enthüllungen Edward Snowdens auf, in einen Bericht im Jahre 2005 in der New York Times. Bill Keller, der damalige verantwortliche Herausgeber der Zeitung, verhinderte eine Veröffentlichung des Berichts vor der Präsidentschaftswahl im Jahre 2004, da sie der Regierung Bush hätte schaden können. Dass Keller sein Erscheinen im Folgejahr zuließ, war nur darauf zurückzuführen, dass Risen damit gedroht hatte, sein Material einem Buchverlag zu übergeben und die Times wegen Zensur anzuprangern.

### United States v. Sterling
Im seit 2010 laufenden Verfahren nach dem Espionage Act von 1917 gegen Sterling wurde mehrfach unter Anwendung von Subpoenas angeordnet, dass Risen die Übergabe von Dokumenten und eine Zeugenaussage zu tätigen hat, um „zu beweisen, dass die Quelle Jeffrey Sterling war“. Nach längerer juristischer Auseinandersetzung, einer Verjährung der ersten Subpoena der Regierung George W. Bushs 2008/2009 und einer Verlängerung der Regierung Barack Obamas 2010 entschied der United States Court of Appeals 2013 Risen habe Folge zu leisten, der Quellenschutz sei zweitrangig, auch wenn ein Richter der aus drei Personen bestehenden Abstimmung schrieb:

“[…] so long as the subpoena is issued in good faith and is based on a legitimate need of law enforcement, the government need not make any special showing to obtain evidence of criminal conduct from a reporter in a criminal proceeding. The majority exalts the interests of the government while unduly trampling those of the press, and in doing so, severely impinges on the press and the free flow of information in our society.”

„[…] solange die Subpoena in gutem Glaube und basierend auf legitimem Anspruch der Exekutivkräfte ausgestellt werden, muss die Regierung keine besonderen Aufwendungen vollziehen, um Beweise einer kriminellen Handlungsweise eines Journalisten während einer strafrechtlichen Verfolgung  zu erlangen.
Unsere Mehrheit verherrlicht die Interessen der Regierung, während die der Presse niedergetrampelt werden – mit harten Auswirkungen auf die Presse und den freien Fluss an Informationen in unserer Gesellschaft.“

Eine erneute Berufung vor dem Obersten Gerichtshof der Vereinigten Staaten wurde Juni 2014 abgelehnt, allerdings steht es der Regierung Obama, sowie der Anklagebehörde frei, die Inhaftierung zu vollziehen. Der Attorney General Eric Holder ließ sich auf eine Frage nach dem Subpoena von Risen zitieren, ohne in seiner Antwort direkten Bezug auf den Fall zu nehmen:

“As long as I’m attorney general, no reporter who is doing his job is going to go to jail.”

„Solange ich Attorney General bin, wird kein Journalist, der seinen Job macht, ins Gefängnis gehen.“

James Risen hat die Position, seine Quelle nicht zu nennen, bekräftigt.

### Breach at Los Alamos
Zusammen mit Jeff Gerth veröffentlichte Risen 1999 den Artikel „BREACH AT LOS ALAMOS: A special report.; China Stole Nuclear Secrets For Bombs, U.S. Aides Say“  (Bruch bei Los Alamos National Laboratory: Behörde der Vereinigten Staaten für internationale Entwicklung sagt: China stahl Atom-Geheimnisse für Bomben) in der New York Times, in dem die Autoren beschreiben, wie ein chinesisch-amerikanischer Wissenschaftler geheime Unterlagen über Kernwaffen gestohlen und an die chinesische Regierung weitergegeben hat. In der Folge wurde der taiwanesische Amerikaner Wen Ho Lee identifiziert, gegen den 58 der 59 Anklagepunkte im resultierenden Gerichtsverfahren fallen gelassen wurden, lediglich für unangemessenes Handhaben von Informationen, welche die Nationale Sicherheit betreffen bekannte sich Lee schuldig. Vorwürfe zur Spionage konnten nicht bewiesen werden, der urteilende Richter entschuldigte sich bei Lee für das von diesem gezwungenermaßen erduldete Bloßstellen, wie auch die Isolationshaft.
Zusammen mit Helen Zia veröffentlichte Lee das Buch „My Country Versus Me“ (Mein Land gegen mich), in dem Risen und Gerth schlampige Arbeit und Axt-im-Walde-Mentalität vorgeworfen wird. Zusammen mit der Los Angeles Times und drei anderen Zeitungen leistete die New York Times Zahlungen in Höhe von 750.000 US-Dollar zur Wiedergutmachung, durch die eine Klage und die erzwungene Preisgabe von Quellen verhindert wurde, bevor die Nachrichtenkonzerne überhaupt angeklagt waren. Die US-Regierung zahlte 895.000 Dollar Entschädigung in einer außergerichtlichen Entscheidung.

### Pay Any Price: Greed, Power, and Endless War
In seinem 2014 erschienenen Buch Pay Any Price: Greed, Power, and Endless War (Jeden Preis zahlen: Habgier, Macht und endloser Krieg), schreibt Risen das Post-9/11-Amerika sehe sich mit einer Angstindustrie in einem endlosen Krieg, in dem Korruption und Demokratieabbau die USA in einen Sicherheitsstaat verwandelt hätten. Der von George W. Bush ausgerufene Krieg wurde dreizehn Jahre später unter Barack Obama vehementer ausgefochten, als sein Vorgänger es sich hätte träumen lassen. Das Pentagon und die Geheimdienste waren dafür mit mehr Geld ausgestattet, als sie ausgeben konnten. Dieser endlose Krieg sei vergleichbar mit dem Dreißigjährigen Krieg in Europa im 17. Jahrhundert, als eine „neue Klasse von Söldnern“ entstanden sei, für den endlosen Krieg.

## First Look Media
2017 verließ Risen The New York Times, um bei dem Medienkonzern First Look Media zu arbeiten. Dort hat er zwei Aufgabenbereiche. Bei der gemeinnützigen publizistischen Website The Intercept ist er Senior National Security Correspondent. In einem seiner ersten Artikel bei The Intercept beschrieb er die Unterdrückung seiner Rechercheergebnisse bezüglich der CIA durch die Redaktion der New York Times.
Seine zweite Aufgabe ist die Leitung von The Press Freedom Defense Fund, einer gemeinnützigen Organisation, die juristische Unterstützung für Journalisten, Nachrichtenorganisationen und Whistleblower anbietet, die Ziele von Angriffen geworden sind, weil sie sich für die Belange des Gemeinwohls und für eine gut funktionierende Demokratie eingesetzt haben.

## Auszeichnungen
- 2015: The Ridenhour Courage Prize für

“[…] revelations of excessive government surveillance to exposing the CIA's controversial 'Operation Merlin' in Iran […] Risen has fought bravely to protect his sources […]”

„[…] Enthüllungen über übermäßige öffentliche Überwachung und das Aufdecken der umstrittenen CIA-Operation „Merlin“ im Iran […] Risen hat tapfer gekämpft, um seine Quellen […] zu schützen.“

- 2014: Elijah Parish Lovejoy Award des Colby Colleges für

“[…] courage in his commitment to protect his sources and combat pressures that would undermine his work and that of other journalists.”

„[…] [den] Mut in seiner Hingabe seine Quellen zu schützen und dem Druck, der seine Arbeit und die anderer Journalisten untergräbt, zu widerstehen.“

- 2006: Pulitzer-Preis, zusammen mit Eric Lichtblau auf Grund der Berichterstattung über Stellar Wind, einem Überwachungsprogramm, für

“[…]their carefully sourced stories on secret domestic eavesdropping that stirred a national debate on the boundary line between fighting terrorism an protecting civil liberty.”

„ihre gründlich bequellten Artikel über das heimliche inländische Abhören, welche die nationale Debatte über die Grenzlinie zwischen Terrorismusbekämpfung und Bürgerrechten umrührten.“

- 2002: Pulitzer-Preis, zusammen mit Kollegen für die Berichterstattung über die Terroranschläge vom 11. September 2001 der New York Times als

“[…] distinguished example of explanatory reporting that illuminates a significant and complex subject.”

„außergewöhnliches Beispiel erforschenden Journalismus, der ein bedeutsames und komplexes Thema beleuchtet.“